# Saıragúl Saýytbaı
Saıragúl Saýytbaı (in kazako Сайрагүл Сауытбай?; Prefettura autonoma kazaka di Ili, 1977) è un'attivista kazaka con cittadinanza cinese.
Nel 2018 ha lasciato la Cina illegalmente e successivamente ha raccontato ai media dei campi di rieducazione dello Xinjiang. È diventata una delle prime vittime al mondo a parlare pubblicamente della campagna repressiva cinese contro i musulmani, dando inizio a un movimento contro questi abusi. È emigrata in Svezia dopo che le è stata offerto asilo politico dopo il rifiuto del Kazakistan.
È stata insignita del premio International Women of Courage nel 2020.

## Biografia

### Cina
Saıragúl è nata nel 1977 nella prefettura autonoma kazaka di Ili, in Cina. È di etnia kazaka. Ha sposato Uali Islam, con il quale ha due figli.
Dopo aver conseguito la laurea in medicina in un'università cinese, ha successivamente lavorato come medico, insegnante, responsabile della didattica e preside in diverse scuole materne. Nel 2016 lei e la sua famiglia hanno tentato di emigrare in Kazakistan ma le è stato negato il permesso di farlo dalle autorità cinesi. Successivamente è stata trasferita dall'insegnamento in una scuola materna a un nuovo lavoro in un campo di rieducazione. Da novembre 2017 a marzo 2018 Saıragúl è stata costretta dalle autorità cinesi a insegnare il cinese ai detenuti kazaki e in quel periodo ha assistito a numerosi casi di abuso sui detenuti, compreso lo stupro. Mentre lavorava nel campo non le era permesso di contattare la sua famiglia. Il campo in cui lavorava ospitava circa 2.500 persone di etnia kazaka. Anche lei stessa è stata sottoposta a torture durante la sua permanenza nei campi.
La sua famiglia è riuscita a scappare durante l'estate del 2016 e nel giro di un anno hanno ricevuto la cittadinanza kazaka. Questo ha fatto infuriare le autorità che le hanno intimato di convincerli a tornare in Cina, le hanno confiscato il passaporto e le è stato detto che non le sarebbe mai stato permesso di lasciare la Cina e che avrebbe affrontato l'internamento nei campi per diversi anni. È stata anche accusata di essere una spia del Kazakistan. Nel marzo 2018, per evitare di essere rimandata nei campi dove temeva di morire, Saıragúl ha deciso di fuggire anche lei in Kazakistan.

### Kazakistan
Ha attraversato il confine cinese-kazako il 5 aprile 2018 usando documenti falsi. In seguito a una segnalazione delle autorità cinesi è stata arrestata il 21 maggio da agenti del National Security Committee, l'agenzia di sicurezza e intelligence kazaka, per aver attraversato illegalmente il confine. Il 13 luglio Saıragúl si è presentata in un tribunale della città di Zharkent, in Kazakistan, con l'accusa di aver attraversato illegalmente il confine dalla Cina, rischiando 7.000 dollari di multa o una condanna a un anno di prigione. Durante il processo ha rivelato numerose informazioni sui soprusi subiti dai prigionieri del campo che hanno attirato l'attenzione dell'opinione pubblica internazionale. Ha anche dichiarato che rivelare quell'informazione la esponeva alla pena di morte in Cina, poiché era considerata un segreto di stato. Il suo avvocato ha sostenuto che se fosse stata estradata in Cina avrebbe rischiato la pena di morte per aver esposto i campi di rieducazione nel tribunale kazako. La sua testimonianza sui campi di rieducazione è diventata il fulcro del caso giudiziario in Kazakistan, mettendo alla prova anche i legami del paese con la Cina: il governo kazako si trovava di fronte alla difficile scelta di far arrabbiare un potente vicino o mostrare la sua incapacità nel proteggere il popolo kazako. Alcuni attivisti kazaki l'hanno descritta come un'eroina per aver rivelato il destino della minoranza kazaka in Cina. Mentre la Cina ufficialmente non ha commentato il processo e le sue affermazioni, Saıragúl ha saputo che membri della sua famiglia e amici ancora nello Xinjiang sono stati arrestati e forse mandati in un campo dalle autorità cinesi, cosa che ha interpretato come un tentativo di spingerla al silenzio.
Il 1º agosto 2018 Saıragúl è stata rilasciata con una pena sospesa di sei mesi e l'obbligo di presentarsi regolarmente alla polizia. Durante il processo ha presentato una richiesta di aiuto all'Alto Commissariato delle Nazioni Unite per i rifugiati. Ha anche chiesto asilo in Kazakistan per evitare di essere deportata in Cina. Alla fine, però, il Kazakistan ha rifiutato di concederle asilo perché aveva attraversato il confine illegalmente.

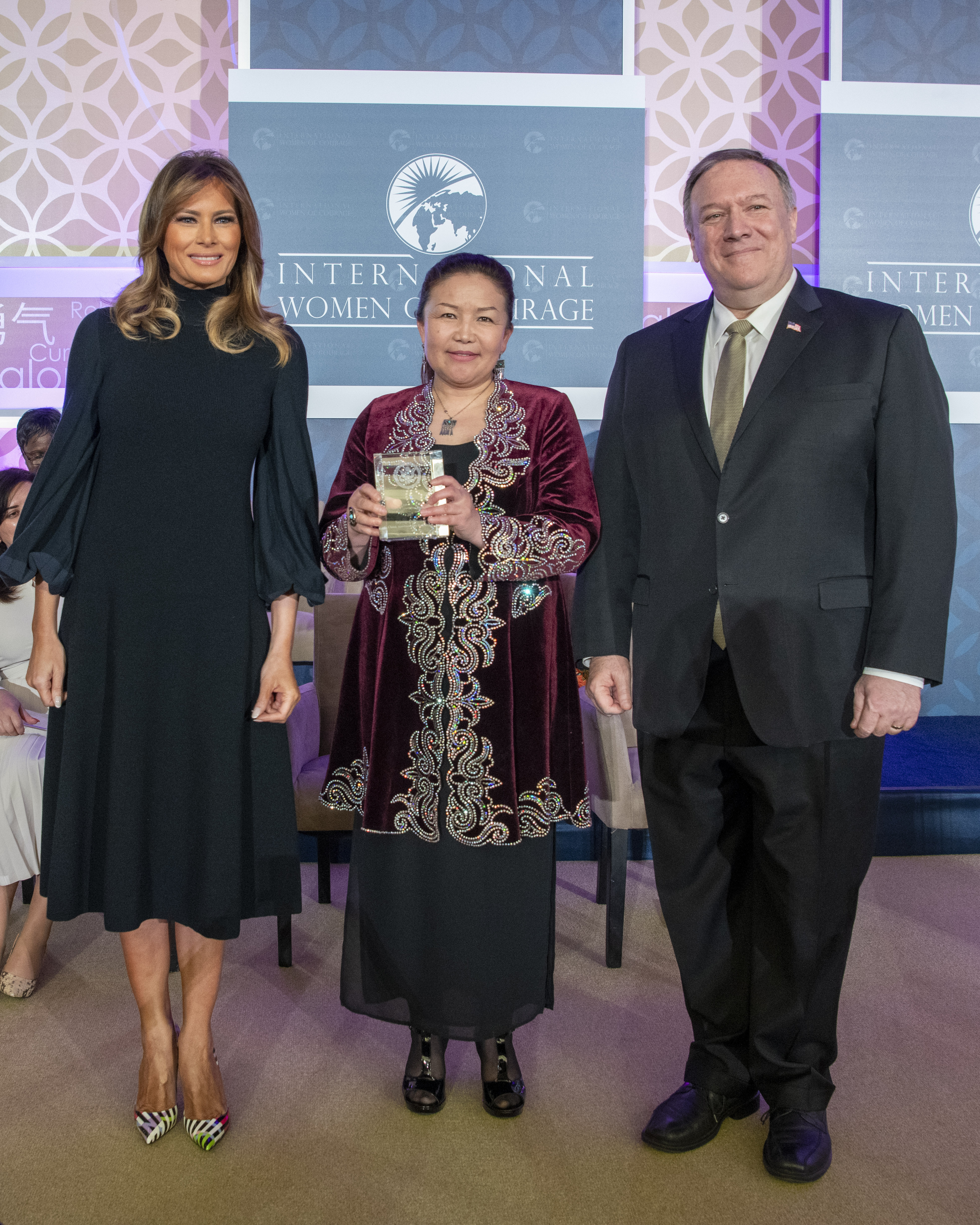
Mike Pompeo consegna il premio IWOC a Saıragúl Saýytbaı (con Melania Trump a sinistra)

### Svezia
Il 2 giugno 2019 è giunta in Svezia, grazie alla mediazione delle Nazioni Unite, dove le è stato concesso asilo politico.
Saıragúl è stata scelta come International Woman of Courage il 4 marzo 2020 dal segretario di Stato americano Mike Pompeo.
Nel 2020 è stato pubblicato, in tedesco, Die Kronzeugin, scritto da Alexandra Cavelius basandosi su delle interviste con Saıragúl in cui ha descritto le sue esperienze in un campo di internamento della provincia di Xinjiang. Una traduzione in inglese del libro è stata pubblicata da Scribe nel maggio 2021 con il titolo The Chief Witness: Escape from China's Modern-day Concentration Camps.
Nel 2020 Saıragúl ha dichiarato di essere costantemente molestata dal "lungo braccio della Cina" e di ricevere "minacce di morte da chiamate provenienti dalla Cina". Nel 2021 ha detto che la sua famiglia in Cina era sottoposta a sorveglianza costante e non poteva contattarla.
All'inizio del 2021 Saıragúl ha vinto il premio Nuremberg International Human Rights. Un membro della giuria ha indicato come motivazione il fatto che "nonostante le costanti minacce e i tentativi di intimidazione, ha dato una testimonianza impavida e si è battuta per le minoranze musulmane in Cina con un coraggio ammirevole". La giuria ha anche voluto attirare l'attenzione pubblica sulla persecuzione delle minoranze e riconoscere la difesa dei diritti umani da parte delle donne. A causa della pandemia di coronavirus la cerimonia di premiazione è stata rimandata al 15 maggio 2022.

## Reazione da parte della Cina
Le autorità cinesi hanno respinto le affermazioni di Saıragúl sostenendo che era fuggita all'estero dopo essere stata sospettata di frode, che non aveva mai lavorato o era stata detenuta in nessun "centro di istruzione e formazione professionale" (che è il termine cinese per i campi di rieducazione dello Xinjiang), e che "le sue parole sul vedere persone torturate non possono essere vere".